# Tomomi Okamura
Tomomi Okamura –en japonés, 岡村 智美, Okamura Tomomi– (26 de noviembre de 1988) es una deportista japonesa que compitió en judo. Ganó una medalla de bronce en el Campeonato Asiático de Judo de 2012 en la categoría de –78 kg.

## Palmarés internacional
| Campeonato Asiático | Campeonato Asiático  | Campeonato Asiático | Campeonato Asiático |
| Año                 | Lugar                | Medalla             | Categoría           |
| ------------------- | -------------------- | ------------------- | ------------------- |
| 2012                | Taskent (Uzbekistán) | Medalla de bronce   | –78 kg              |